# Вукан
Вукан е село в Западна България. То се намира в община Трън, област Перник.

## География
Село Вукан се намира в планински район.

## История
В стари документи и османски регистри селото е записвано по следния начин: вероятно Лукан в 1451 г.; Вълкан в 1576 г., Вулкан (Вълкан) в 1624 г.; Воукань в ХVI в. в Четвероевангелие (л. 1а, Опис I 45); село Вuканъ в 1772 г. (прип. в Служебник от 1554 г., л.1а, Опис I 486); Виканъ в ХVIII в. в Поп Стефанов поменик (л. 62б, Опис III 179); Вукан в 1878 г. В съкратен регистър на Пиротския кадилък от 1530 година Вълкан е отбелязано като село със 7 домакинства. Други 13 домакинства са войнушки, част от джемаата на Радивой, син на Станко от село Турка.
По време на Балканската война в 1912 година 17 души от селото се включват като доброволци в Македоно-одринското опълчение.

## Личности
Родени във Вукан
- Захари Иванов, български революционер от ВМОРО, четник на Гроздан Рандев[9]